# Championnat du Kenya de football 2007
Navigation
Saison précédente Saison suivante
La saison 2007 du Championnat du Kenya de football est la quarante-quatrième édition de la première division au Kenya, organisée sous forme de poule unique, la Premier League, où toutes les équipes se rencontrent deux fois au cours de la saison. En fin de saison, les quatre derniers du classement sont relégués et remplacés par les deux meilleurs clubs de Nationwide League, la deuxième division kenyane afin de permettre le passage du championnat de 18 à 16 équipes.
C’est le club de Tusker FC qui remporte la compétition cette saison après avoir terminé en tête du classement final, avec trois points d’avance sur Mathare United et quatre sur le tenant du titre, Sony Sugar. Il s’agit du huitième titre de champion du Kenya de l’histoire du club.

## Événements de pré-saison
Le championnat de première division aurait dû débuter à l'automne 2006 mais des incidents sont venus bouleverser l'organisation de la compétition. Très rapidement, deux organisation sparallèles ont mis en place un championnat propre, avec d'un côté, la Kenyan Premier League, qui ne compte que 7 équipes mais qui reçoit le soutien de la FIFA et de l'autre la Kenyan Football Federation Premier League, regroupant treize formations. Les deux compétitions se disputent ainsi simultanément jusqu'en mars 2007 où il est décidé de rassembler l'ensemble des équipes dans une poule unique et d'unifier les championnats. Les deux clubs relégués de la saison dernière, AFC Leopards et Shabana Kisii, ne sont pas réintégrés et il n'y a donc que 18 formations inscrites. L'édition connaît également deux abandons en cours de saison avec Mumias Sugar et Kangemi United, qui doivent quitter la compétition avant son terme.

## Qualifications continentales
Deux places en compétitions continentales sont réservées aux clubs kényans : le champion se qualifie pour la Ligue des champions de la CAF 2008 et la Coupe Kagame inter-club 2008 tandis que le vainqueur de la Coupe du Kenya obtient son billet pour la Coupe de la confédération 2008. Cependant, à la suite de la disqualification des clubs kenyans par la CAF à cause d'un manque dans leurs obligations financières, aucun club n'est autorisé à participer à la Ligue des champions de la CAF.

## Les clubs participants
| - Mahakama Football Club - Promu en Premier League - Mathare Youth - Ulinzi Stars Football Club - Tusker Football Club - World Hope FC - Gor Mahia Football Club - Sony Sugar - Sher Agencies - Mumias Sugar | - Mathare United Football Club - Coast Stars - Kenya Commercial Bank FC - Red Berets Football Club - Homegrown FC - Promu en Premier League - Chemelil Sugar Football Club - Thika United - Agrochemical Football Club - Kangemi United |

## Compétition
Le barème de points servant à établir le classement se décompose ainsi :
- Victoire : 3 points
- Match nul : 1 point
- Défaite : 0 point

### Classement
| Rang | Équipe                   | Pts | J  | G  | N  | P  | Bp | Bc | Diff |
| ---- | ------------------------ | --- | -- | -- | -- | -- | -- | -- | ---- |
| 1    | Tusker FC                | 59  | 30 | 16 | 11 | 3  | 43 | 21 | +22  |
| 2    | Mathare United           | 56  | 30 | 15 | 11 | 4  | 34 | 13 | +21  |
| 3    | Sony SugarT              | 55  | 30 | 14 | 13 | 3  | 35 | 15 | +20  |
| 4    | Red Berets FC            | 46  | 30 | 13 | 7  | 10 | 35 | 35 | 0    |
| 5    | Sher Agencies            | 45  | 30 | 12 | 9  | 9  | 34 | 31 | +3   |
| 6    | Ulinzi Stars             | 43  | 30 | 11 | 10 | 9  | 31 | 28 | +3   |
| 7    | Chemelil Sugar           | 42  | 30 | 12 | 6  | 12 | 30 | 26 | +4   |
| 8    | World Hope FC            | 42  | 30 | 11 | 9  | 10 | 32 | 29 | +3   |
| 9    | Thika United             | 39  | 30 | 8  | 15 | 7  | 24 | 21 | +3   |
| 10   | Mathare Youth            | 34  | 30 | 9  | 7  | 14 | 23 | 33 | -10  |
| 11   | Gor Mahia                | 34  | 30 | 9  | 7  | 14 | 24 | 36 | -12  |
| 12   | Agrochemical FC          | 33  | 30 | 8  | 9  | 13 | 27 | 28 | -1   |
| 13   | Mahakama Football ClubP  | 31  | 30 | 8  | 7  | 15 | 28 | 43 | -15  |
| 14   | Kenya Commercial Bank FC | 30  | 30 | 7  | 9  | 14 | 30 | 33 | -3   |
| 15   | Homegrown FCP            | 29  | 30 | 8  | 5  | 17 | 24 | 44 | -20  |
| 16   | Coast Stars              | 28  | 30 | 7  | 7  | 16 | 31 | 49 | -18  |
|      | Kangemi United abandon   | 11  | 26 | 3  | 2  | 21 | 18 | 60 | -42  |
|      | Mumias Sugar abandon     | 25  | 17 | 7  | 4  | 6  | 18 | 18 | 0    |

|  | Qualification pour la Ligue des champions de la CAF 2008 et la Coupe Kagame inter-club 2008 |
|  | Relégation directe en Nationwide League                                                     |
|  | T : Tenant du titre P : Promu de Nationwide League                                          |

## Bilan de la saison
| Championnat du Kenya de football 2007 |                      |
| Champion                              | Tusker FC (8e titre) |
| Coupes et trophées                    |                      |
| Vainqueur de la Coupe du Kenya 2007   | Sofapaka FC (D2)     |
| Qualifications continentales          |                      |
| Ligue des champions de la CAF 2008    | Tusker FC            |
| Coupe de la confédération 2008        | Sofapaka FC          |
| Coupe Kagame inter-club 2008          | Tusker FC            |
| Promotions et relégations             |                      |
| Promus en Premier League              | Bandari FC           |
| Promus en Premier League              | Western Stima        |
| Relégués en Nationwide League         | Homegrown FC         |
| Relégués en Nationwide League         | Coast Stars          |